# 民權東路
民權東路是台北市重要東西向道路之一，路名取自中華民國國父孫中山先生所著三民主義（民生、民權、民族）。屬雙向道路，分六段，部份路段設有公車專用道，西接民權西路；東接成功路。

## 行經區域
- 中山區
- 松山區
- 內湖區

## 沿線設施
（由西至東）
- 一段
  - 上海商業儲蓄銀行總部大樓(2號)
  - 晴光商圈
  - 臺北市中山區中山國民小學(69號)
  - 捷運中山國小站(71號B1)
  - 台北市公共自行車租賃系統捷運中山國小站[4號出口]
  - 臺北市立圖書館恆安民眾閱覽室(71巷19號)
  - 臺北市立新興國民中學(正門位於林森北路51號)

- 二段
  - 台灣展翅協會(26號4樓之5)
  - 亞都麗緻大飯店(41號)
  - 行天宮(109號)
  - 原南山人壽總部大樓(144號)
  - 臺北市第一殯儀館(145號)
  - 順益關係企業總部(150號)

- 三段
  - 榮星公園(1號)
  - 台北市公共自行車租賃系統榮星公園站
  - 自由巷(106巷3弄)
  - 鄭南榕基金會(106巷3弄11號3F)
  - 鼎興營區(正門位於龍江路323號)
  - 臺北市政府警察局松山分局民有派出所(162號)

- 四段
  - 敦北公園
  - 臺北松山機場(地址位於敦化北路340之9號)
  - 民權公園
  - 臺北市松山區民權國民小學(200號)

- 五段
  - 本路段為水族用品街
  - 臺北市松山區三民國民小學(1號)
  - 民權大橋

- 六段
  - 臺北市政府消防局第三大隊民權分隊(9號)
  - 壹電視法人登記地址（16號2F）
  - 時報廣場大樓(25號，中天電視總部、中國電視公司新聞部)
  - 臺北市政府警察局內湖分局文德派出所(26號)
  - 中山高速公路涵洞
  - 臺灣士林地方法院內湖民事辦公大樓(89、91號)
  - 臺北市立三民國民中學(45號)
  - 內湖區行政中心(99號)
    - 內湖戶政事務所(3F)
    - 內湖區公所(4F~5F)
    - 臺北市立圖書館內湖分館(6F)

  - 臺北市政府警察局內湖分局偵查隊(101號)
  - 財政部臺北國稅局內湖稽徵所(114號)
  - 臺北市內湖區新湖國民小學(138號)
  - 台北市公共自行車租賃系統新湖國小站
  - 成功路圓環
  - 國防醫學院(161號)
  - 台北市公共自行車租賃系統福華商場站(180巷6號前)
  - 臺北市網球中心(208號)
  - 民權隧道
  - 康寧圓環

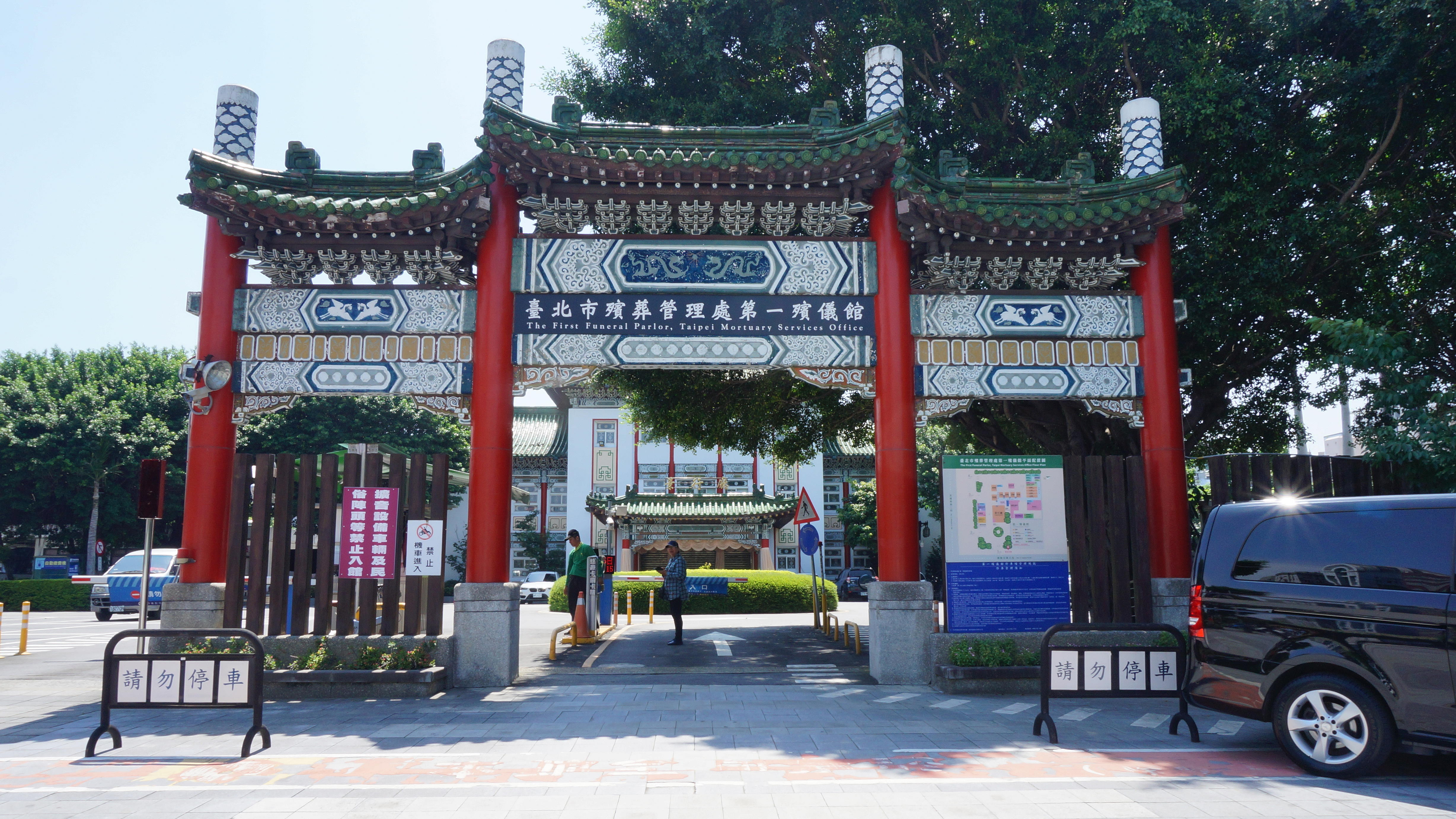
台北市第一殯儀館
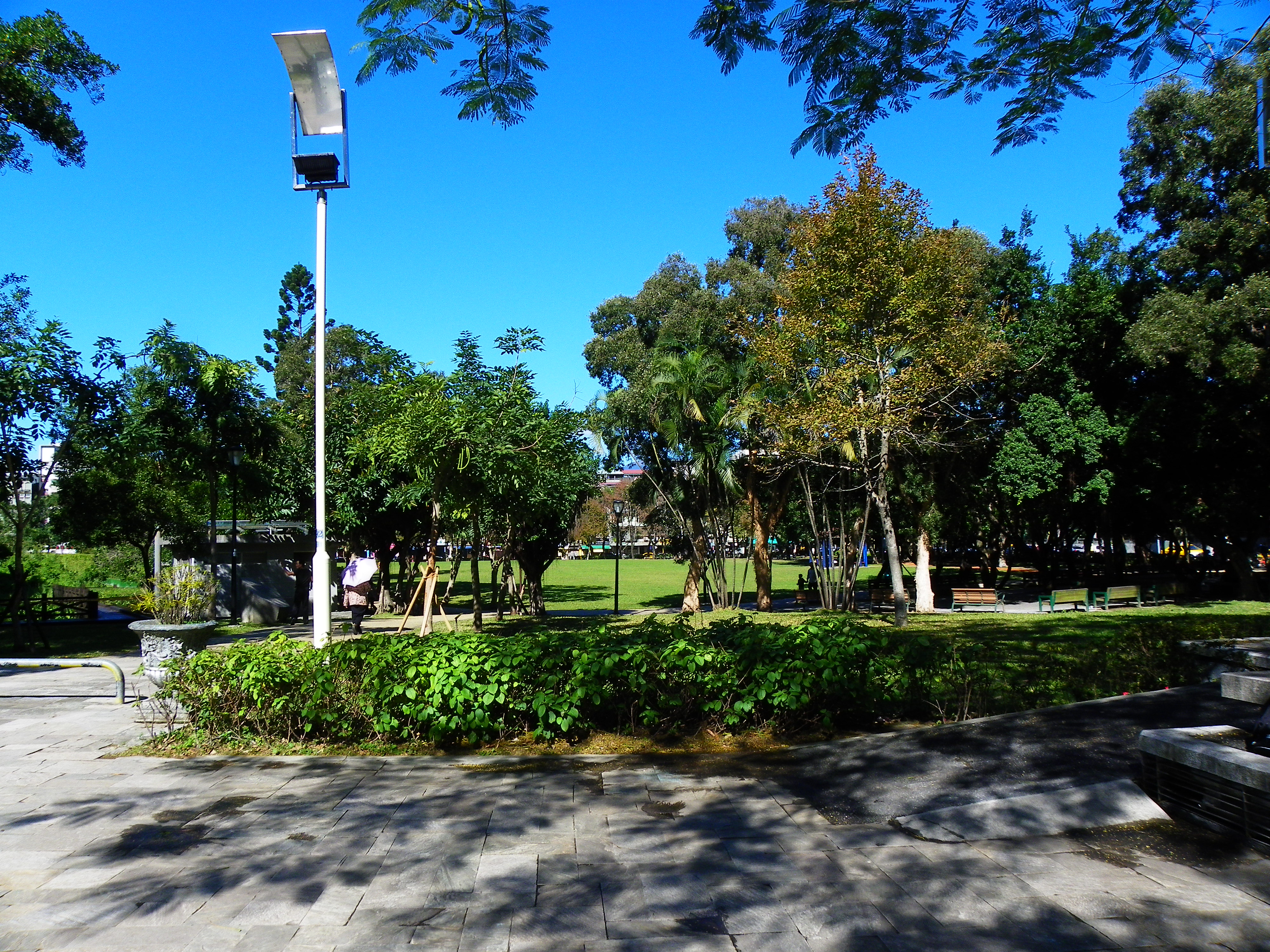
榮星公園
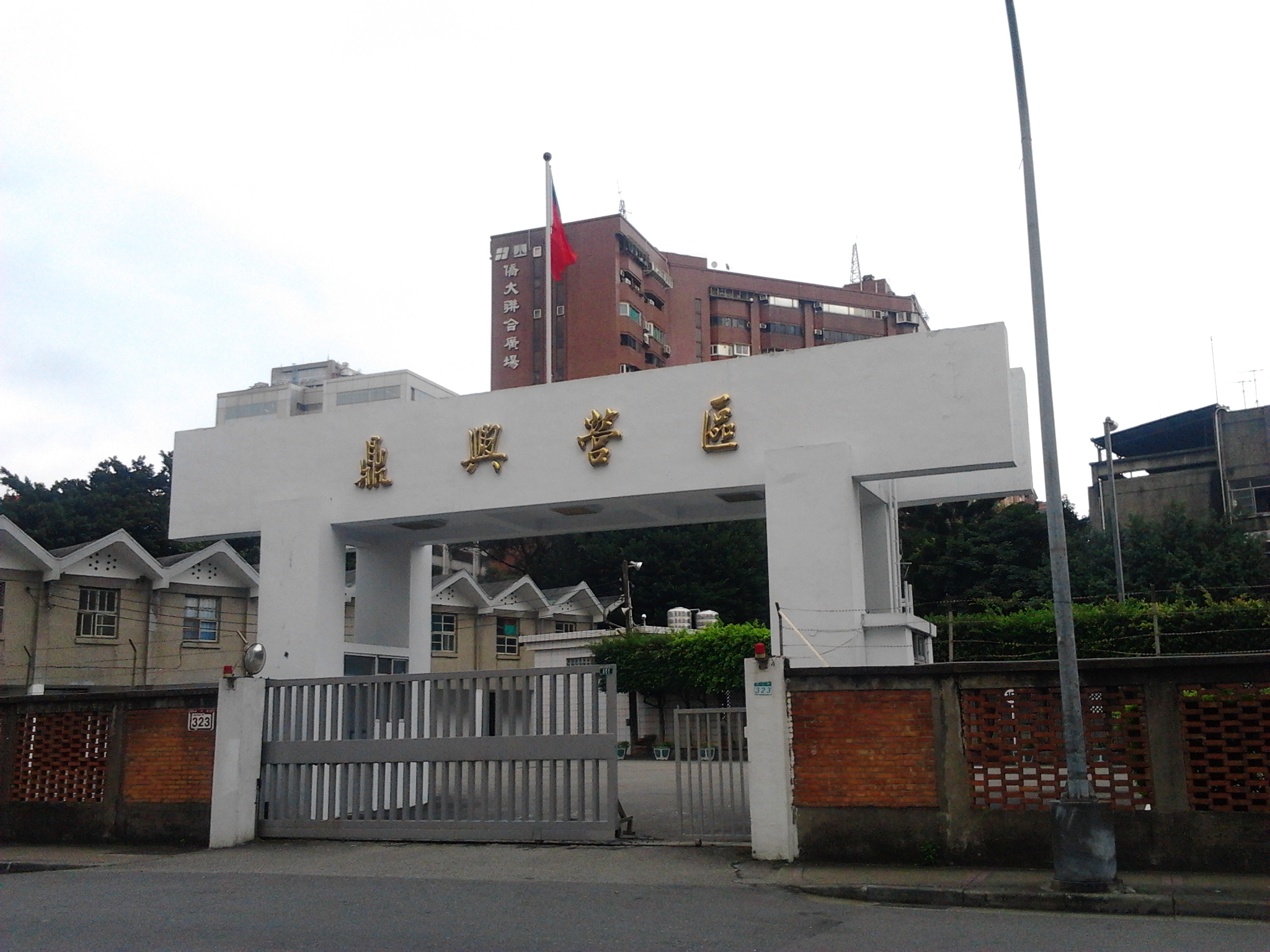
鼎興營區
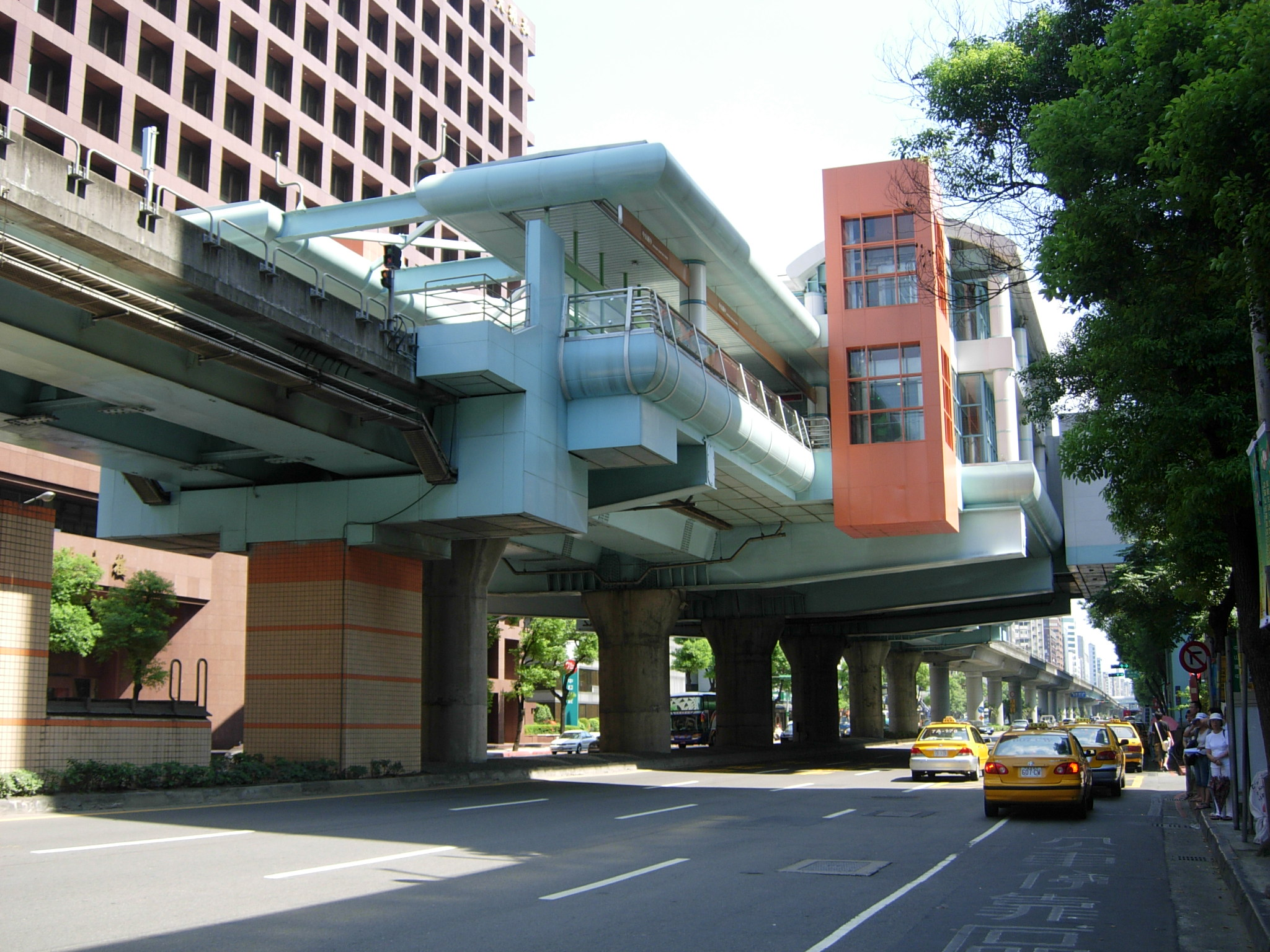
捷運中山國中站(下方為復興北路)
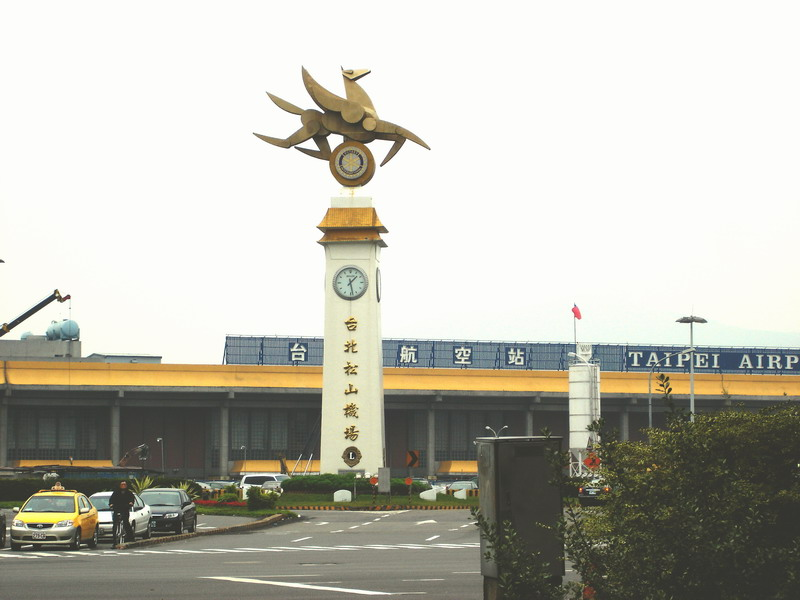
松山機場
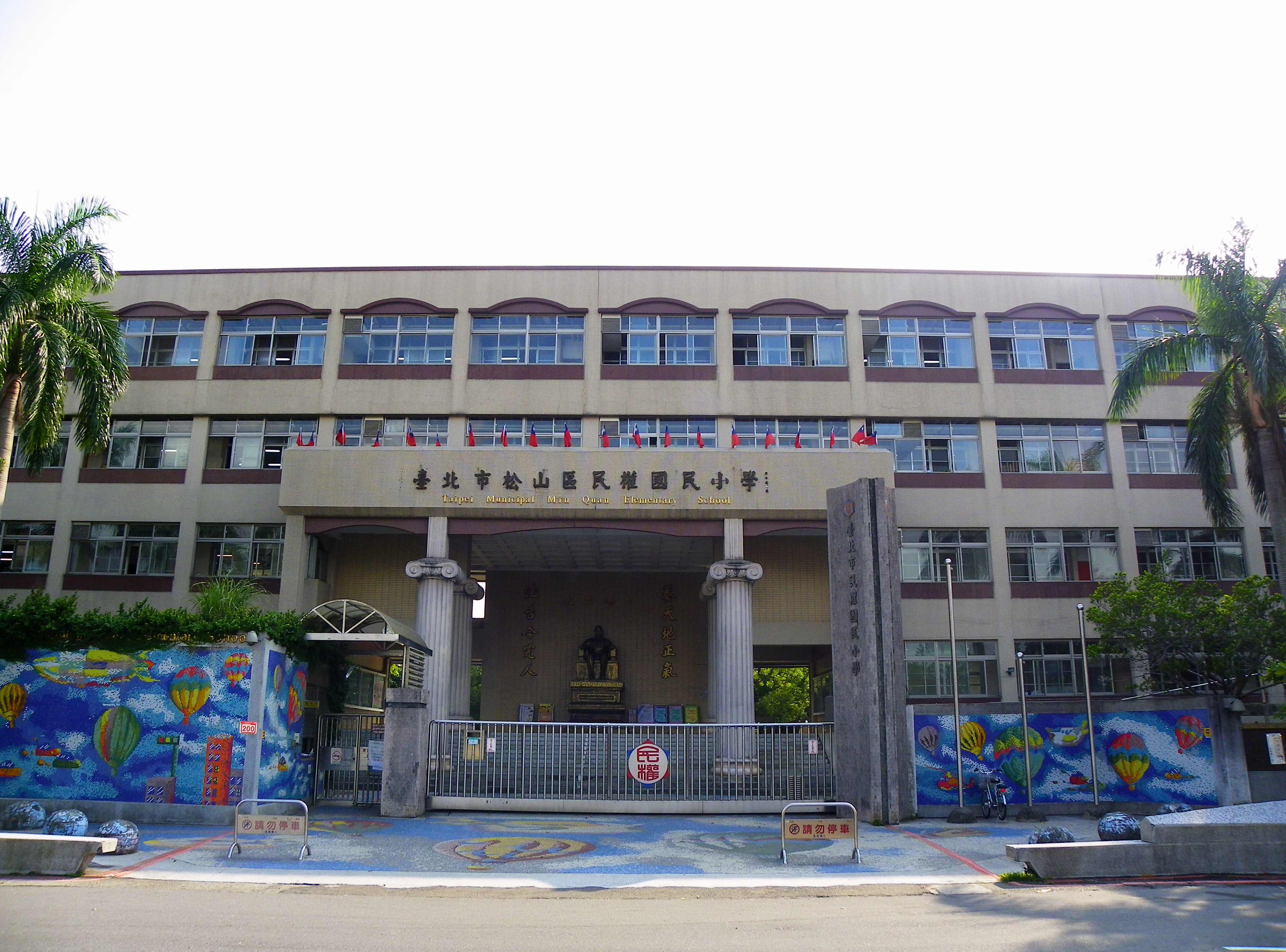
民權國小
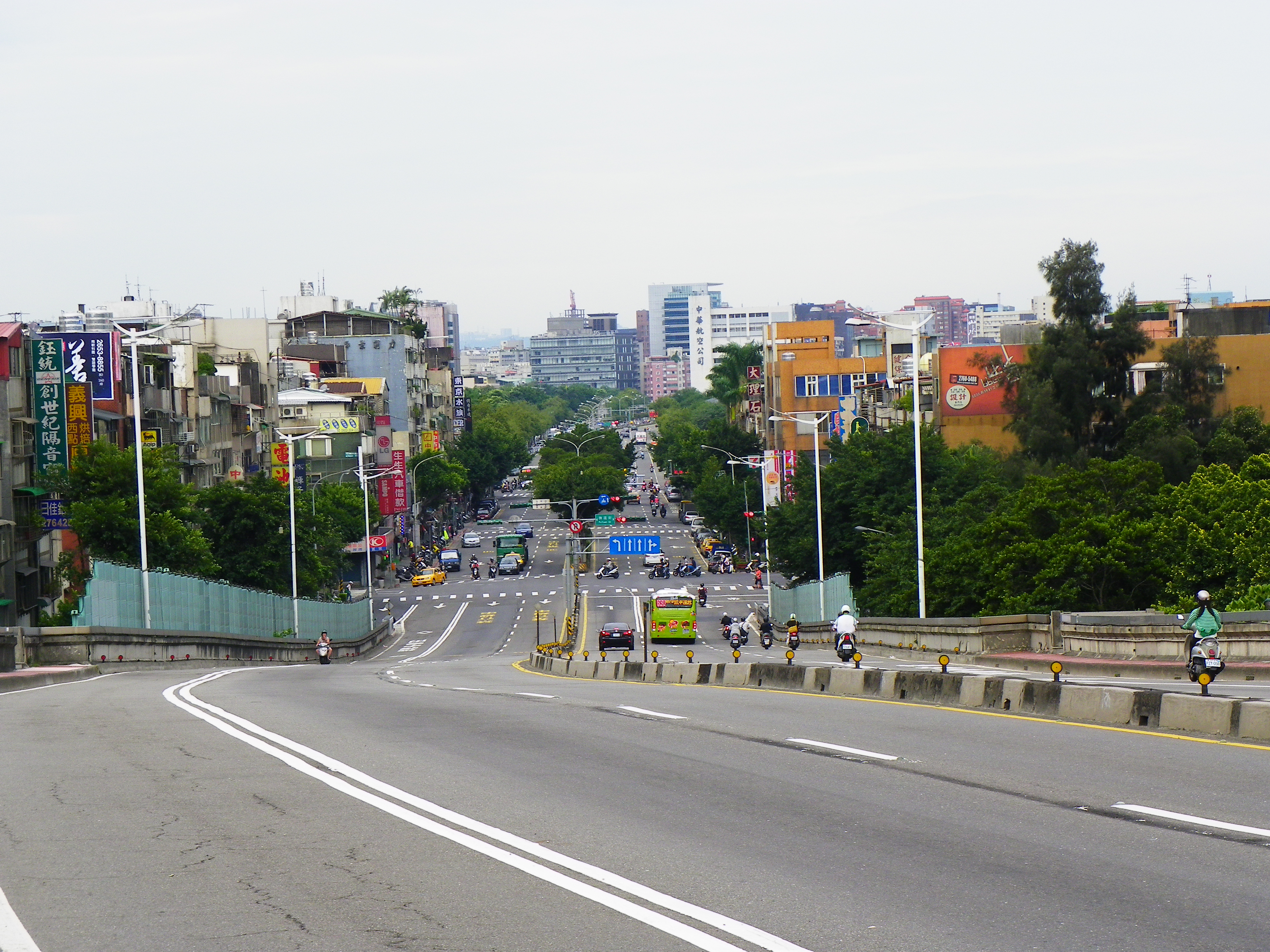
由民權大橋俯望民權東路五段。